# Busy Philipps
Busy Philipps, właśc. Elizabeth Jean Philipps (ur. 25 czerwca 1979 w Oak Park w stanie Illinois) – amerykańska aktorka telewizyjna i filmowa.

## Biogram
Ukończyła Chaparral High School w Scottsdale oraz Loyola Marymount University w Los Angeles.
Jest znana głównie dzięki występom w telewizyjnych serialach Jezioro marzeń (Dawson's Creek, 2002–2003), Ostry dyżur (ER, 2006–2007), Miłość z o.o. (Love, Inc., 2005) i Luzaki i kujony (Freaks and Geeks, 1999–2000). Wystąpiła również w filmach kinowych: Podejrzana (Home Room, 2002), The Smokers (2000), Agenci bardzo specjalni (White Chicks, 2004) oraz Kobiety pragną bardziej (He's Just Not That into You, 2009). W 2002 nominowano ją do nagrody Teen Choice za rolę Audrey Lidell w serialu Jezioro marzeń.
Jest żoną scenarzysty Marca Silversteina oraz matką Birdie Leigh Silverstein, a także matką chrzestną córki Michelle Williams i Heatha Ledgera Matildy Rose.